# 基希巴尔考
基希巴尔考是德国石勒苏益格－荷尔斯泰因州的一个市镇。总面积2.16平方公里，总人口722人，其中男性338人，女性384人（2011年12月31日），人口密度334人/平方公里。